# ریکارد آرترو
ریکارد آرترو (انگلیسی: Ricard Artero؛ زادهٔ ۵ فوریهٔ ۲۰۰۳) بازیکن فوتبال اهل اسپانیا است که در حال حاضر برای باشگاه فوتبال خیرونا بازی می‌کند. 
وی همچنین در تیم ملی فوتبال زیر ۱۹ سال اسپانیا بازی کرده است.